# 愛しすぎて (田原俊彦の曲)
『愛しすぎて』（あいしすぎて）は、1989年1月11日にリリースした田原俊彦の34作目のシングル。

## リリース
デビュー10周年記念第1弾シングルとして、1989年1月11日に、ポニーキャニオンのNAVレーベルから、7インチレコードとCT、8cmCDの3形態で発売された。

## テレビ番組での披露
自前のバンドを使わず『夜のヒットスタジオ』などでは、オーケストラによる生演奏を用いた。

## 収録曲
| #  | タイトル       | 作詞       | 作曲       | 編曲       |
| -- | -------------- | ---------- | ---------- | ---------- |
| 1. | 「愛しすぎて」 | 松井五郎   | 都志見隆   | 馬飼野康二 |
| 2. | 「ボサノバ」   | 四ノ輪由美 | 四ノ輪由美 | 青木望     |

| #  | タイトル                             | 作詞       | 作曲       | 編曲       |
| -- | ------------------------------------ | ---------- | ---------- | ---------- |
| 1. | 「愛しすぎて」                       | 松井五郎   | 都志見隆   | 馬飼野康二 |
| 2. | 「ボサノバ」                         | 四ノ輪由美 | 四ノ輪由美 | 青木望     |
| 3. | 「愛しすぎて」(オリジナル・カラオケ) |            |            |            |
| 4. | 「ボサノバ」(オリジナル・カラオケ)   |            |            |            |

## 参加ミュージシャン
| 愛しすぎて - Drums : 江口信夫 - Bass : 松原秀樹 - Guitar : 斉藤秀夫 - Synthesizer : 難波弘之 - Percussion : 浜口茂外也 - Saxophone : JAKE H.CONCEPTION - Synthesizer Operation : 伯耆弘徳 | ボサノバ - Drums : 渡嘉敷祐一 - Bass : 江藤勲 - Guitar : 直居隆雄 - Piano : 江草啓介 - Percussion : 石山実 - Vice/Glocken : 春名禎子 - Strings : 小林陽一郎 |